# Гравицаппа

Гравицаппа

Гравица́ппа — вымышленное устройство, ключевой элемент сюжета советского фантастического художественного фильма «Кин-дза-дза!», поставленного режиссёром Георгием Данелией.
Гравицаппа устанавливается в двигатель космического корабля — пепелаца — и позволяет персонажам фильма совершать мгновенные межгалактические перелёты.

## Описание
Гравицаппа представляет собой металлический корпус яйцевидной формы размером около 10—15 см, состоящий из двух подвижных частей, которые легко поворачиваются друг относительно друга. Нижняя часть устройства изготовлена из металла жёлтого цвета. Верхняя часть — из светлого металла. Толщина нижней части корпуса гравицаппы — около 5 мм. На верхней части гравицаппы имеется цилиндр диаметром около 1 см и длиной 10—15 мм. При повороте и раскрытии гравицаппа издаёт своеобразный звук.
На пепелаце гравицаппа прикрепляется к так называемой цаппе. Чтобы стартовать пепелац, необходимо нажать на цаппу с присоединённой гравицаппой. Также цаппу используют для проверки гравицапп при покупке. Внешне цаппа выглядит как очень ржавая гайка.
Полётные свойства
Для совершения межгалактического перелёта требуется установка в двигатель пепелаца гравицаппы, без которой он может передвигаться только в атмосфере планеты со скоростью, не превышающей 150 км/час.
Использование гравицаппы позволяет перемещаться между галактиками, находящимися в тентуре, за время, не превышающее пяти секунд, но не даёт возможности попасть в галактики, расположенные в антитентуре.
Цена
Цена гравицаппы на планете Плюк составляет 2200 чатлов — сумму, на накопление которой у среднего жителя планеты Плюк уходит до нескольких лет. Однако приобрести одну гравицаппу можно за половину спички, поскольку спички являются большой ценностью на Плюке.

## Художественные особенности
Название «гравицаппа» было придумано Георгием Данелией из комбинации слов «гравитация» и «цаппа». Однако, по мнению обозревателя сайта teleprogramma.pro Ольги Моисеевой, в название заложен второй смысл: «С грузинского „ра вици аба“ переводится как восклицание: „Кто ж его знает!“».
Автором металлического предмета, изображавшего в фильме гравицаппу, стал художник-кинетист Вячеслав Колейчук, работавший на съёмках фильма инженером-дизайнером. Устройство было придумано специально для фильма «Кин-дза-дза». Артефакт, созданный Колейчуком, был настолько убедительным, что к режиссёру Георгию Данелии обратился американский режиссёр с предложением делать спецэффекты. Данелия ответил, что никаких спецэффектов в фильме не использовалось, а гравицаппу ему дали в Министерстве обороны. Через некоторое время Данелии позвонили военные и попросили больше так не шутить, потому что американец на полном серьёзе послал запрос в Министерство обороны на получение гравицаппы для съёмок в Голливуде.

## Культурное наследие
Понятие «гравицаппа» после выхода фильма стало нарицательным, обозначая любое сложное и непонятное техническое устройство небольшого размера, особенно двигатели на неправдоподобных физических принципах — гравицаппой называли EmDrive и инерцоид на спутнике.
Термин «гравицаппа» стал использоваться для обозначения похожего на неё внешне глушителя мопедных двигателей Д-4.
Гравицаппа была указана в титрах фильма «Территория» в качестве летательного аппарата.